# Alban Nikolai Herbst
Pour les articles homonymes, voir Herbst.
 (avril 2024).
Si vous disposez d'ouvrages ou d'articles de référence ou si vous connaissez des sites web de qualité traitant du thème abordé ici, merci de compléter l'article en donnant les références utiles à sa vérifiabilité et en les liant à la section « Notes et références ».
Alban Nikolai Herbst, pseudonyme de Alexander Michael von Ribbentrop (né le 7 février 1955 à Refrath, quartier de Bergisch Gladbach), est un écrivain allemand, qui est également librettiste, critique et producteur de pièces radiophoniques.

## Biographie
Alexander Michael von Ribbentrop est un descendant de Friedrich von Ribbentrop (de) (1768-1841). Fils d’une mère puéricultrice et d’un père représentant, il passe sa jeunesse à Traunstein, Brunswick et Brême, où il achève son apprentissage de commis d’avocat et d’étude notariale. Après son service civil, il fréquente les cours du soir du lycée de Brême et il entreprend à Francfort-sur-le-Main des études de philosophie, d’histoire et de sciences sociales. C’est sous son pseudonyme actuel qu’ont paru, dès 1981, ses premières œuvres.
De 1987 à 1992, après avoir obtenu une licence d’agent de change, il est chargé de traiter directement avec les bourses américaines à partir de Francfort. En parallèle, il publie une revue littéraire Dschungelblätter (feuilles de la jungle). Après la parution de son roman de mille pages Wolpertinger oder Das Blau, il abandonne ses activités d’agent de change et se consacre depuis entièrement à son œuvre. Il habite à Berlin depuis 1994.

## Œuvres
- Si vous ne connaissez pas le sujet, laissez ce bandeau (vous pouvez alors contacter les auteurs).
- Si vous supprimez le contenu mis en cause (vous pouvez préalablement contacter les auteurs),

argumentez précisément cette suppression dans la page de discussion
(un manque de référence n'est pas un argument ; une recherche réelle de référence doit avoir été effectuée, être formellement documentée).
Alban Nikolai Herbst, que Wilhelm Kühlmann considère comme « une des figures de proue de l’écriture postmoderne » et dont la poétique est qualifiée par Ralf Schnell de « paradoxe d’une esthétique numérique sous forme romanesque », tandis que Heinz-Peter Preusser parle de son côté d’une « forme postmoderne qui s’est révélée à elle-même », a commencé à écrire des textes dans la tradition réaliste prenant pour objet la vie quotidienne des petits bourgeois de la République fédérale. Mais il a alors développé son écriture sous la forme de romans, de nouvelles, de pièces de théâtre et de pièces radiophoniques qui, en décrivant des situations apocalyptiques et un mélange constant de rêve et de réalité, comptent parmi les exemples les plus remarquables de la nouvelle littérature fantastique en langue allemande.
Dans le même temps, son œuvre s’est emparée toujours davantage des nouveaux médias, auxquels il imprime sa marque poétique, lui donnant directement un aspect de medium d’actions fictives. Ce faisant, l’invention romanesque, les événements quotidiens réels et les nouvelles politiques de notre temps se recoupent étroitement ; réalité et fiction ne se différencient plus : « Les frontières d’une telle littérature sont poreuses(…) non seulement entre elles, mais aussi vers l’extérieur ; elles s’ouvrent aux nouvelles techniques, aux autres arts, aux textes d’autre nature, à la réalité ».
Avec ce développement déjà engagé dans les romans et récits de ses débuts, il décide d’étendre son utilisation d’Internet. Mais désormais à l’intérieur de ses textes ce sont des personnages actifs qui s’installent en temps réel et ces avatars ne peuvent plus être différenciés de personnes existantes : le roman se déploie dans l’instant de son invention et les lecteurs le vivent comme un événement réel.
C’est pourquoi Schnell et Reber, chacun de leur côté utilisent le concept d’autopoïesis lorsqu’ils veulent caractériser la poétique de l’auteur. Reber évoque une « structure en palimpseste » qui dans une métamorphose rhizomatique des ouvrages, progresse les uns dans les autres et demeure inséparable du monde réel. Ce constat laisse supposer une critique des médias, en particulier lorsqu’on étudie les essais politiques de l’auteur depuis le 11 septembre 2001. Mais il se peut aussi, comme le suggère Schnell, que ce phénomène traduise une prise en main poétique et résolument positive des nouveaux médias : « L’esthétique littéraire la plus élaborée de l’époque de la numérisation ». Ce mode d’écriture, qui mêle les réalités, a parfois suscité des critiques affirmant qu’il pratiquait l’accumulation d’histoires et qu’il n’était au fond rien d’autre qu’un colporteur moderne de ragots.
De manière générale, les œuvres de Herbst font l’objet de jugements fortement contrastés et il se différencie en cela de tous les autres écrivains allemands ; on le considère tantôt comme un charlatan, comme un immense bavard impénitent », tantôt comme « le grand réaliste magique de langue allemande » et comme la pointe avancée de l’avant-garde. L’auteur lui-même, qui, à partir de 2001, dans son essai « Le Tremblement dans l’Espace de la Langue », s’est tourné aussi vers la poétique, répond aux reproches qui lui sont faits que, par principe, il est impossible de s’en tenir à la pure description. À ses yeux un réalisme « appuyé sur les faits » n’a aucun sens et il affirme qu’il s’agit bel et bien d’une idéologie en soi.
Partant de ses premiers travaux en prose et de ses essais théoriques plus avancés qu’il a publiés essentiellement dans des revues littéraires comme Schreibheft, Horen, Kritische Ausgabe, etc., l’auteur a développé le concept de « réalisme cybernétique pour la dynamique duquel il revendique une poétique des possibilités ». C’est ainsi que Reber en vient à comparer sa poétique avec les Métamorphoses d’Ovide. Il est vrai que les dernières productions de l’auteur ont une poétique proche de l’Antiquité, usage de l’hexamètre par exemple, qu’il expérimente régulièrement dans ses publications et les variantes qu’il propose sur son site littéraire sponsorisé par Twoday l’hébergeur de son blog : Die Dschungel, Anderswelt.
Son mélange radical de réalité et de fiction a connu des suites judiciaires. En 2003, une ancienne compagne a intenté une action provisoire contre la parution de son roman Meere. Elle voyait, en effet, dans cette œuvre un roman à clefs dont le contenu représentait pour elle une atteinte aux droits de sa personne. Cette affaire judiciaire suivait de peu un cas similaire, celui du roman Esra de Maxim Biller et tous deux débouchèrent sur une interdiction des ouvrages.
Cependant, contrairement à l’affaire Biller, le procès contre « Meere » fut réglé, en mars 2007, par un accord juridique, si bien que le texte dans son entier parut en première impression, en avril 2007, dans une version légèrement modifiée dans la revue viennoise Volltext et fut ainsi redécouvert - ce qui, à lui seul, dans sa totalité, constitua un événement qui depuis les romans tournants de Rowohlt ne s’était jamais reproduit. Le retour apparent dans un réalisme autobiographique tel qu’on découvre dans Meere se révèle, en fait, comme un nouveau pas très concerté de l’esthétique des mélanges de l’auteur qui en vient même à transformer des procédures judiciaires objectives en phénomènes littéraires.
À côté de son travail de conteur et de théoricien, l’auteur s’attache également à produire des pièces radiophoniques. Mais sa manière de procéder n’est guère différente : il fait en sorte de réunir étroitement des impressions subjectives et des comptes rendus objectifs. Ses centres d’intérêt vont aussi bien à des phénomènes liés à la grande ville qu’à d’autre écrivains qu’il présente toujours comme ses ancêtres, sortes de devanciers littéraires, ainsi qu’il l’a fait par exemple avec Wolf von Niebelschütz, José Lezama Lima et Louis Aragon, mais également à des inconnus dont l’auteur affirme qu’ils ont été « oubliés » comme le poète et compositeur Carl Johannes Verbeen.
Qu’il s’agisse de personnes réelles ou prétendues telles, ces auteurs sont présentés comme des personnages littéraires sortis de l’imagination d’Alban Nikolai Herbst. Mais dans le même temps, l’histoire de leur vie réelle ou imaginaire est décrite avec force détails et dans le cas de Verbeen la recherche de l’auteur est illustrée à l’aide d’extraits en tons authentiques. La structure des pièces radiophoniques ressemble plutôt à des compositions musicales qu’à des documents. Cette façon de procéder apparaît également de manière évidente dans ses romans. Lorsqu’il s’attache directement à la musique, l’auteur le fait en tant que librettiste, entre autres pour Caspar Johannes Walter et Robert HP Platz. Sa conception de la musique est influencée par Karlheinz Stockhausen. Il s’ensuit qu’Alban Nikolai Herbst ne cesse de se manifester comme critique d’opéra et de musique dans la presse ainsi que dans la rubrique des comptes rendus de Opernnetz, du moins jusqu’à sa rupture avec cet organe en 2007.
Une bonne introduction à l’œuvre de Alban Nikolai Herbst est le numéro 231 de Panoramas du monde-autre publié, en 2008, dans la revue de littérature et d’art die horen, qui présente surtout une vision globale des romans du monde-autre de notre auteur : « Thetis. Anderswelt », « Buenos Aires. Anderswelt », et « Argo. Anderswelt ». Son volume de nouvelles paru en 2005 : Die Niedertracht der Musik constitue une introduction directe à son œuvre. Ces 13 nouvelles, qui ont été écrites entre 1972 et 2004, traversent toutes les phases de sa création depuis le réalisme des débuts (la nouvelle inaugurale : Roses Triumph) jusqu’au « réalisme cybernétique » qui se reflète dans ses œuvres plus tardives.

## Blog «Die Dschungel. Anderswelt» (La Jungle. Un monde-autre.)
Depuis le printemps 2004, l’auteur rédige – le siège de publication se situe dans le forum de littérature de la Mousonturm à Francfort-sur-le-Main – un blog littéraire sous le titre : Die Dschungel. Anderswelt, dans lequel il ne se contente pas de proposer des textes sur son travail présent, mais où il expérimente aussi une réflexion littéraire et esthétique de la vie quotidienne, livrant son expérience pratique du développement de son travail et proposant des fragments théoriques.
Son esthétique des mélanges l’amène à nommer sans cesse « roman » son blog littéraire. On retrouve ici le côtoiement d’influences réciproques entre réalité et fiction. Il y publie, à des fins d’expérimentation, récits et essais ainsi que des événements quotidiens, leur donnant une expression vive et des plus expressives, qu’il reprend dans le même temps dans un chapitre qui est constamment élargi : « Kleine Theorie des Literarischen Bloggens ».
De plus et dans le même temps, l’auteur étend son blog littéraire comme une scène sans limites où la critique littéraire, artistique et musicale se retrouve et dans lequel il glisse ses notes de travail et des mentions personnelles ainsi que récemment des contributions originales d’autres participants, qui viennent le rejoindre et génèrent de leur côté des personnages fictifs. Ce blog littéraire est très étroitement lié aux romans parus sous la forme de livres dans la mesure où les titres des ouvrages portent dans leur titre la mention : « Anderswelt » : Thetis. Anderswelt, Buenos Aires. Anderswelt, et le blog mentionne également le même terme : Die Dschungel. Anderswelt.

## Participations, distinctions
Alban Nikolai Herbst a appartenu, de 1976 à 1985, à l’Association des écrivains allemands ; il est membre du PEN club de la République fédérale.
Parmi les bourses obtenues on citera :
- en 1981, bourse de Basse-Saxe pour les jeunes auteurs ;
- en 1995, le prix Grimmelshausen et le prix de Rome de la villa Massimo, qui est octroyé sous la forme d’un séjour d’un an ;
- en 1999, le prix de la littérature fantastique de la Ville de Wetzlar ;
- en 2000, il a été écrivain en résidence à l’université Keiō de Tokyo ;
- en 2006, on lui a octroyé pour son œuvre un séjour d’un an à la villa Concordia (Maison internationale des artistes de la villa Concordia), à Bamberg.

À la suite de Louis Begley (2006), il a été appelé à occuper le poste de professeur de poétique de l’université Ruprecht Karl de Heidelberg.

### Œuvres traduites en français
- Le Roman de Manhattan, Paris 2002 (original: In New York, Francfort-sur-le-Main 2000)
- Dem Nahsten Orient. Liebesgedichte / Très proche Orient, Francfort-sur-le-Main 2007 (version bilingue de seize poèmes d’amour de l’auteur)

### Œuvres en allemand
- Marlboro, Hanovre 1981
- Die Verwirrung des Gemüts, Munich 1983
- Die blutige Trauer des Buchhalters Michael Dolfinger, Göttingen et al. 1986
- Joachim Zilts Verirrungen, Saint-Gall 1986
- Die Orgelpfeiffen von Flandern, Francfort-sur-le-Main 1993 (l’action de cette longue nouvelle se déroule à Paris)
- Wolpertinger oder Das Blau, Francfort-sur-le-Main 1993
- Eine sizilianische Reise, Francfort-sur-le-Main 1995
- Undine, Francfort-sur-le-Main 1995 (première le 6 juin 2010, Weberei Gütersloh)
- Der Arndt-Komplex, Reinbek près Hambourg 1997
- Wer bin ich? Notizen zu Paulus Böhmer, Francfort-sur-le-Main 1998 (avec Wolf Singer, Jehuda Amichai, Werner Söllner et Gerd-Peter Eigner)
- Inzest oder Die Entstehung der Welt, Essen 2002 (Schreibheft N°58, avec Barbara Bongartz)
- Die Illusion ist das Fleisch auf den Dingen, Berlin 2003. Ce sont des pièces radiophoniques dont deux sont consacrées à des auteurs français : Céline et Aragon.
- Meere, Hambourg 2003. „Letzte, vervollständigte Ausgabe 2007“ (Verlagsmitteilung im Titel): Francfort-sur-le-Main 2008
- Die Dschungel. Anderswelt, blog littéraire, depuis 2004
- Die Niedertracht der Musik, Cologne 2005. Série de treize nouvelles dont deux ont paru en France. La nouvelle titre : Misère de la Musique, in Rémanences, Bédarieux, 2007 ; et le Gräfenberg Club, in « L’Atelier du Roman » N°56, Flammarion 2008
- Anderswelt. Roman-Trilogie:
  - Thetis. Anderswelt, Reinbek près Hambourg 1998
  - Buenos Aires. Anderswelt, Berlin 2001
  - Argo. Anderswelt, in statu nascendi, on en trouve des extraits sur Internet
- Aeolia. Gesang/Stromboli. Gedichtzyklus, avec le peintre Harald R. Gratz, Bielefeld 2008 (livre d'art, limité, pas d'ISBN)
- Kybernetischer Realismus. Heidelberger Vorlesungen, Heidelberg 2008
- Der Engel Ordnungen, Gedichte, Francfort-sur-le-Main 2008
- Selzers Singen. Phantastische Geschichten und solche von fremder Moral, Kulturmaschinen Verlag, Berlin 2010

### Éditions
- Dschungelblätter. Zeitschrift für die deutschsprachige Kulturintelligenz, Göttingen 1985-1989
- Ein literarischer Gang an die Börse, Francfort-sur-le-Main 2000 (avec Sabine Tost)

### Articles et sources
- Raymond Prunier : Les passions troublantes d’Alban Nikolai Herbst, dans « L’Atelier du Roman » N°41, Flammarion 2005